# Na wyspach Bergamutach
Na wyspach Bergamutach – wiersz Jana Brzechwy, opublikowany w 1945, opisujący fikcyjny archipelag Bergamuty.

## Fabuła
Według wiersza, na Bergamutach występują m.in. kot w butach, wieloryb stary, co nosi okulary, uczone łososie w pomidorowym sosie oraz słoń z trąbami dwiema.

## Analiza
Niektórzy sugerują, że utwór Brzechwy należy zaliczyć do utopii.
Wyspy Bergamuty stały się symbolem czegoś cudownego, ale nieosiągalnego.

## Nawiązania
Tekst utworu został wykorzystany w piosence Na wyspach Bergamutach z filmu Akademia pana Kleksa, piosenka była wykonywana przez zespół Fasolki.